# Khair Bakhsh Marri
Nawab Khair Bakhsh Marri (28 de fevereiro de 1928 – 10 de junho de 2014; em Urdu e Balúchi: نواب خیر بخش مری) foi um político Baloch da província de Baluchistão no Paquistão.

## Juventude e carreira
Khair Bakhsh Marri recebeu sua educação inicial em Kohlu, Baluchistão, e ensino superior no Colégio Aitchison, Laore. Nawab Marri admitiu em uma entrevista de 2008 que ele era um 'retardatário' na política devido à vida confortável que passou no Colégio Aitcheson, e que era indiferente à política em sua juventude. Somente quando a exploração de petróleo e gás começou nas áreas tribais de Marri durante o regime do General Maomé Aiube Cã no Paquistão, seus sentimentos nacionalistas tribais e consciência política foram despertados.
A visão de longa data do governo do Paquistão era de que esses chefes tribais balúchis são "anti-desenvolvimento" em suas áreas tribais e querem se agarrar ao poder que tradicionalmente detém sobre seu povo. Os chefes tribais não querem que seu povo receba educação moderna devido ao medo de que então o povo balúchi se rebelaria contra seus próprios chefes tribais.
Khair Bakhsh Marri tornou-se membro da Assembleia Nacional do Paquistão, após ganhar uma cadeira do Baluchistão nas eleições gerais do Paquistão de 1970.
Alegadamente Khair Bakhsh Marri era um líder do Exército de Libertação do Baluchistão (BLA), uma organização separatista que foi proibida pelo Governo do Paquistão. Também foi um dos principais líderes da insurgência dos anos 1970 contra o governo do Paquistão. Devido às medidas tomadas pelo governo federal para suprimir a rebelião do regime de Zulfiqar Ali Bhutto na década de 1970, Khair Bakhsh Marri passou muitos anos no exílio no Afeganistão e só voltou ao Paquistão quando o governo de Mohammad Najibullah, apoiado pela URSS, o apoiou em naquele país, caiu no início da década de 1990.
Depois de retornar ao Paquistão de seu exílio, ele decidiu se manter discreto, mas seus pontos de vista nacionalistas balúchis lhe renderam o rótulo de "nacionalista comunista".

## Morte e legado
Khair Bakhsh Marri morreu em 10 de junho de 2014 em Carachi, Paquistão, aos 86 anos. Foi internado no Hospital Nacional de Liaquate, Carachi em estado crítico em 6 de junho de 2014 e estava em tratamento lá. Teve seis filhos — Balach Marri, Changez Marri, Hyrbyair Marri, Ghazan Marri, Hamza Marri e Mehran Marri.
Khair Bakhsh Marri também era o chefe da tribo Marri.